# テネシー州立博物館
テネシー州立博物館(テネシーしゅうりつはくぶつかん、Tennessee State Museum)は、アメリカ合衆国の州であるテネシー州の歴史の展示をしているナッシュビルの大きな博物館。植民地化以前から20世紀を通し、南北戦争、フロンティア、アンドリュー・ジャクソンの時代を表現。博物館は60,000平方フィート以上（5,600m2）の常設展示と、10,000平方フィート（3,000m2）をの企画展示のホールがある。3階建てで全体の土地の広さは120,000平方フィート（37,000m2）。
博物館の展示物で南北戦争の制服、武器、戦旗の数は国で最大の博物館の1つ。
博物館はナッシュビル中心部のジェームズK.ポーク・ビルディングの一番下の階に位置しており、建物にはテネシー・パフォーミング・アーツ・センターも入っている。新しくバイセンテニアル・モール州立公園に移転する計画がある。
博物館に国の軍の紛争を展示している軍事博物館もある。米西戦争の初期から第二次世界大戦を通しての展示である。また博物館にはハンド・メイド品、宝石、テネシーみやげが売っている売店がある。

## 歴史
テネシーにおける博物館の最古の記録は1817年に、肖像画家のラルフ・エリーザー・ホワイトサイド・アールがナッシュビルの公共広場に博物館を開いて、10点ほどの肖像画や珍品を展示し、1827年まで館長を務めたのに始まる。1937年に開館した州立博物館は、様々なコレクションや第一次世界大戦からの記念品を展示するために博物館が必要であると州議会が決定し設立された。1981年に現在の場所へ移るまで戦争記念ビルにあった。
現在博物館は絵、銀、武器、家具を展示しており、印刷所、ギャラリー、製粉所の再現がある。